# Prinsengracht 615

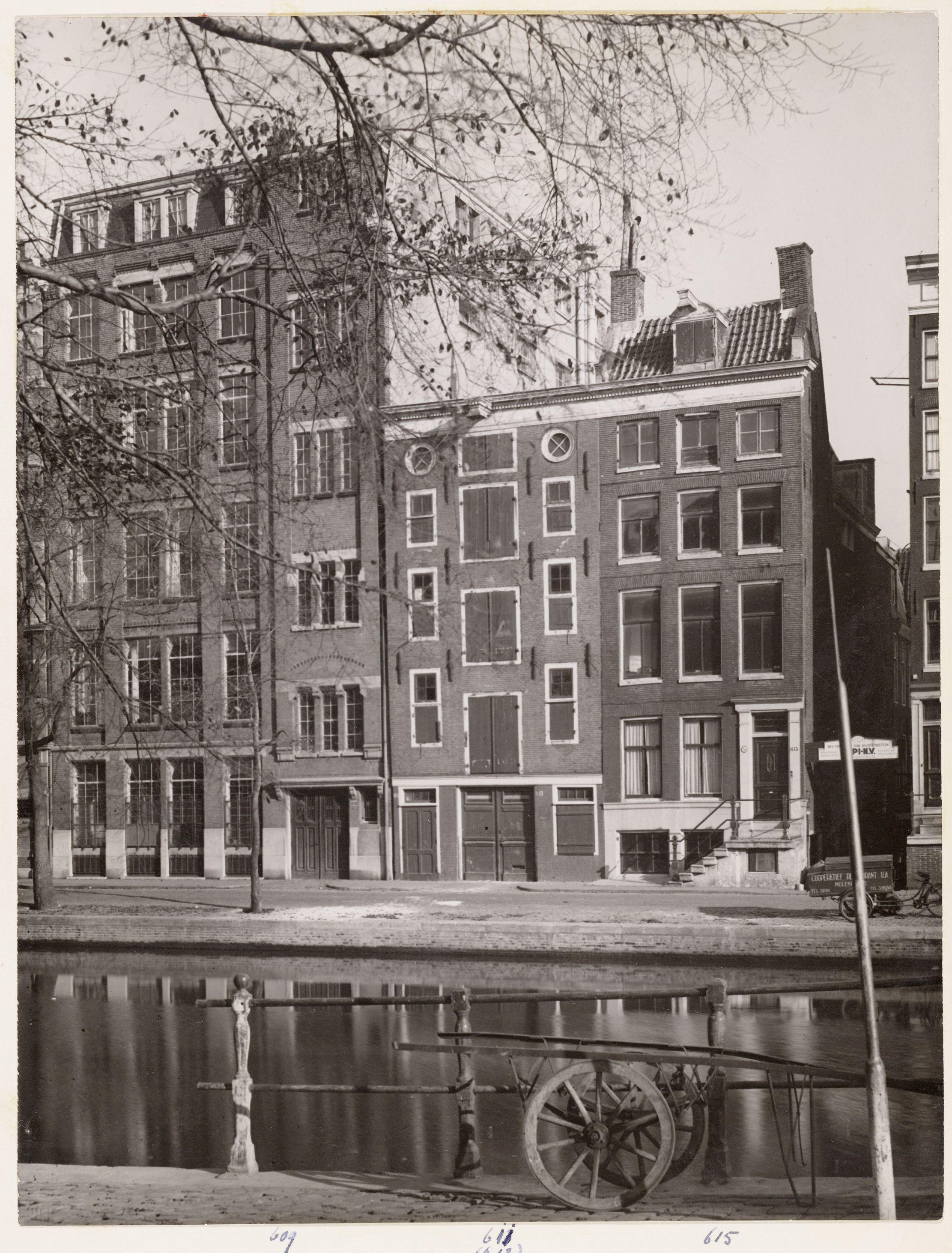
Prinsengracht 615 (rechts van het midden; circa 1940)

Prinsengracht 615 te Amsterdam is een gebouw aan de Prinsengracht in Amsterdam-Centrum.

## Inleiding
De Prinsengracht werd in gedeelten aangelegd en volgebouwd in de 17e eeuw. De stad Amsterdam was toen het Singel overgestoken en voordat de Jordaan werd gebouwd, was het de buitengrens van bebouwing. Die historie houdt dan ook in dat de oorspronkelijke bebouwing (grotendeels) is afgebroken dan wel afgebrand om plaats te maken voor nieuwbouw, waarbij soms deze cyclus weer herhaald werd. Huisnummer 615 is gesitueerd aan de oostelijke gevelwand tussen de Runstraat en Leidsegracht.

## Gebouw
Het gebouw werd op 13 november 1975 opgenomen in het rijksmonumentenregister (4358). Het heeft daar de omschrijving 
 Huis (17e eeuw) met gevel (derde kwart 18e eeuw) onder gezamenlijke rechte lijst (eerste kwart 19e eeuw) van 611 
. 
In tegenstelling tot buurpand Prinsengracht 611 (pakhuis) is dit al langere tijd een gebouw waarin gewoond wordt. Toen het gebouw rond 1940 voor monumentenzorg gefotografeerd werd, was dat al zo. Het gebouw kent een souterrain, dat vanaf de straat bereikbaar is met een trapje naar beneden. Voor dat souterrain loopt dwars een trapje naar de beletage met toegangsdeur naar alle etages; het bovenlicht heeft een snijraam. Dat trapje heeft drie flesbalusters (ranke balusters) uit de Lodewijk XIV-stijl. Boven die beletage komen nog drie verdiepingen, die steeds lager worden. Vervolgens komt de daklijst die het met Prinsengracht 611 gemeen heeft. Daarboven kom een puntdak (tuitgevels aan de zijkant) evenwijdig aan de gracht met daarin een dakkapel met hijsbalk.
Tussen 1986 en 2012 was in het gebouw Galerie Louise Smit gevestigd. Ook in 2025 zijn er galeries gevestigd (Charise Myngheer en Madé van Krimpen). Ten zuiden van het gebouw loopt de Klaverbladsgang naar Prinsengracht 615-1 en 625. Beide buurpanden Prinsengracht 611 en Prinsengracht 625 zijn rijksmonumenten.    